# Caleb Green
Caleb Eugene Green (Tulsa, 10 luglio 1985) è un ex cestista statunitense.

## Carriera

### College
Dopo aver frequentato la Memorial High School di Tulsa è stato reclutato dall'Università Oral Roberts con cui è stato nominato Mid Continent Conference Player of the Year dal 2005 al 2007, porta la sua università al Torneo NCAA per due volte, detiene il record di punti segnati e rimbalzi conquistati della Mid-Con Conference.
Nel suo primo anno, la stagione 2003-2004, gioca 28 partite con una media di 17,1 punti e 9,9 rimbalzi. Nella stagione successiva gioca 33 incontri mantenendo una media di 19,4 punti e 9,3 rimbalzi.
Nella stagione 2005-06 con una media di 20,8 punti e 8,8 rimbalzi in 33 partite giocate porta la sua squadra a giocare nel Torneo NCAA dove è stata sconfitta al primo turno dai Memphis Tigers.
Nel suo ultimo anno gioca in 34 incontri con una media di 20,5 punti e 9,3 rimbalzi; arriva anche in questa stagione a giocare nel Torneo NCAA uscendo nuovamente al primo turno questa volta per mano degli Washington State Cougars.

### Professionista
Non essendo stato scelto al Draft NBA decide di varcare l'oceano. Disputa la sua prima stagione in Europa in Bundesliga con il Trier con i quali ha una media di 17,9 punti e 6,1 rimbalzi. Le quattro stagioni seguenti le disputa nel campionato belga con tre squadre differenti. Gioca, infatti, con il Mons-Hainaut, con cui tiene una media di 14,6 punti e 6,2 rimbalzi, le due stagioni successive gioca con l'Ostenda, mentre nella stagione 2011-12 gioca con lo con lo Spirou Charleroi.
Per la stagione 2012-13 si trasferisce nel Campionato francese nelle file del Orléans.
Nell'estate 2013 si trasferisce nel campionato italiano nelle file della Dinamo Sassari.
Dopo una stagione giocata ad alto livello dove ha  raggiunto le semifinali scudetto, gli ottavi di finale di Eurocup e trionfato in Coppa Italia, il 6 agosto si accorda con gli spagnoli del Malaga.
L'8 agosto 2018, Green ritorna in Italia firmando per la Scandone Avellino.

## Palmarès

### Squadra
- Coppa del Belgio: 1

Ostenda: 2010
- Coppa Italia: 1

Dinamo Sassari: 2014
- Eurocup: 1

Galatasaray: 2015-16

### Individuali
- All-Eurocup Second Team: 1

Dinamo Sassari: 2013-14